# Mbomou
Mbomou ili Bomu je rijeka u Demokratskoj Republici Kongo,  duga 725 km  koja s rijekom Uele formira rijeku Ubangi, najveću desnu pritoku rijeke Kongo.

## Zemljopisne karakteristike
Mbomou izvire 50 km sjeverozapadno od mjesta Doruma u Demokratskoj Republici Kongu
Nakon izvora rijeka teče u smjeru jugozapada, formirajući gotovo cijelim tokom granicu između Srednjoafričke Republike i Demokratske Republike Kongo sve do grada Yakoma, gdje se spaja s rijekom Uele i formira rijeku Ubangi, najveću desnu pritoku Konga.
Mbomou ima porječje veliko oko 120 000 km², koje se proteže duž savana Srednjoafričke Republike i Konga. U svom donjem dijelu rijeka ima brojne brzace.

## Povijest istraživanja rijeke
Tok rijeke prvi je istraživao, i to sa sjevera grčki fizičar i istraživač Panajotis Potagos - 1877., a nakon njega i ruski istraživač (njemačkog porijekla) Wilhelm Junker, koji je istraživao gornji tok rijeke. Konačnu hidrografsku kartu rijeke, utvrdila je francuska ekspedicija, koja je istražila tok rijeke između 1910. – 1911.

## Vanjske poveznice
- Bomu River na portalu Encyclopædia Britannica (engl.)